# Perła (Petite-Pologne)
Pour les articles homonymes, voir Perła.
Perła est une localité polonaise de la gmina de Dębno, située dans le powiat de Brzesko en voïvodie de Petite-Pologne.